# Battaglia di Lewes
La battaglia di Lewes fu una delle due maggiori battaglie della seconda guerra dei baroni. Si svolse a Lewes, nel Sussex, il 14 maggio 1264. Essa fu il punto di maggior successo di Simone V di Montfort, conte di Leicester, rendendolo signore d'Inghilterra.
Lo scontro avvenne a causa della condotta politica di Enrico III d'Inghilterra, che si rifiutava di onorare i termini delle Disposizioni di Oxford. 
Il re era accampato presso il priorato di Lewes con un esercito di fanteria mentre suo figlio Edoardo comandava la cavalleria posta a circa un miglio a nord, presso il castello di Lewes. Una marcia notturna impedì alle forze baronali, guidate dal Montfort, di sorprendere Edoardo.
Le armate realiste, il doppio più grandi di quelle dei baroni, furono condotte da Edoardo durante la notte e dal fratello del re, Riccardo di Cornovaglia, sulla sinistra, mentre il re stesso comandava la parte centrale dell'esercito. Avendo condotto i propri uomini fuori dal castello per raggiungere il nemico, Edoardo ottenne alcuni successi iniziali, ma inseguì ingenuamente un contingente nemico che si ritirava verso nord, sacrificando molte delle speranze di vittoria. Nel frattempo, Simone V sconfisse il resto dell'esercito realista sotto Riccardo. Quest'ultimo decise di ritirarsi presso il priorato di Lewes, ma non riuscì a raggiungerlo, perciò si nascose in un mulino, dove fu poi catturato. Alla fine, tutti e tre i membri della casa reale furono catturati ed imprigionati.